# Walter Barsig
Walter Barsig (* 19. Mai 1932 in Beuthen (Oberschlesien); † 31. Mai 2012 in Huisheim) war ein deutscher Lehrer, Fach- und Sachbuchautor.

## Werdegang
Barsig war Leiter des Staatlichen Schulamtes des Landkreises Donau-Ries. Von 1972 bis 2002 war er Gemeinderat in Huisheim und von 1978 bis 1996 Kreisrat im Landkreis Donau-Ries. Er war Mitbegründer und von 1975 bis 1989 1. Vorsitzender der Rieser Kulturtage.
Er ist Verfasser von Schüler- und Lehrerhandbüchern sowie Heimatbüchern und Festschriften.

## Ehrungen
- 1985: Verdienstkreuz am Bande der Bundesrepublik Deutschland
- Bayerischer Verdienstorden
- 1989: Rieser Kulturpreis
- 1993: Medaille „Pro Meritis“
- Ehrenvorsitzender der Rieser Kulturtage
- 2004: Ehrenbürger der Gemeinde Huisheim
- Der Asteroid (4204) Barsig wurde ihm zu Ehren benannt